# Tlanuwa Regio
La Tlanuwa Regio è una struttura geologica della superficie di 101955 Bennu.